# Elezioni comunali in Toscana del 2000
Le elezioni comunali in Toscana del 2000 si tennero il 16 aprile (con ballottaggio il 30 aprile).

## Lucca

### Pietrasanta
| Candidati                                                          | Candidati                   | Voti                        | %     | Liste                   | Voti   | %     | Seggi |
| ------------------------------------------------------------------ | --------------------------- | --------------------------- | ----- | ----------------------- | ------ | ----- | ----- |
|                                                                    | Massimo Mallegni            | 7.235                       | 49,58 | Forza Italia            | 3.136  | 24,72 | 6     |
| Alleanza Nazionale                                                 | Massimo Mallegni            | 7.235                       | 49,58 | 2.281                   | 17,98  | 5     |       |
| Centro Cristiano Democratico-Cristiani Democratici Uniti-Lega Nord | Massimo Mallegni            | 7.235                       | 49,58 | 781                     | 6,16   | 1     |       |
|                                                                    | Giuliano Francis Dinelli    | 4.952                       | 33,93 | Democratici di Sinistra | 2.911  | 22,94 | 4     |
| Partito Popolare Italiano-I Democratici                            | Giuliano Francis Dinelli    | 4.952                       | 33,93 | 779                     | 6,14   | 1     |       |
| Comunisti Italiani                                                 | Giuliano Francis Dinelli    | 4.952                       | 33,93 | 675                     | 5,32   | 1     |       |
| Seggio al candidato sindaco                                        | Seggio al candidato sindaco | Seggio al candidato sindaco | 33,93 | 1                       |        |       |       |
|                                                                    | Marco Bonuccelli            | 1.366                       | 9,36  | Rifondazione Comunista  | 1.232  | 9,71  | 1     |
|                                                                    | Pietro Ratti                | 647                         | 4,43  | Libera Proposta         | 621    | 4,89  | -     |
|                                                                    | Massimo Forli               | 394                         | 2,70  | Lista Indipendente      | 271    | 2,14  | -     |
| Totale                                                             | Totale                      | 14.594                      | 100   |                         | 12.687 | 100   | 20    |